# ウルフ・トーン
シオボルド・ウルフ・トーン（Theobald Wolfe Tone, 1763年6月20日 - 1798年11月19日）は、アイルランドの革命家。死後は一般的に、ウルフ・トーンと呼ばれている。アイルランドにおいて主導的な役割を果たした革命家にしてユナイテッド・アイリッシュメンを立ち上げた一人であり、アイルランド共和主義の父として知られている。ドニゴール県のラフ・スウィリーでイギリス軍の捕虜となり刑務所に入れられた。処刑前に自殺を図ったと言われている。その後彼はその傷が原因で命を落とし、1798年のアイルランドの反乱に参加したことによるイギリス王家への反逆罪での絞首刑執行は免れた。

## 半生
ウルフ・トーンはダブリンに生まれた。祖先はフランスのガスコーニュから16世紀に宗教的迫害を逃れてイングランドに逃げてきたプロテスタントの一家で、トーンの家は17世紀にダブリンへと再移住した分家筋である。彼の父親、ピーター・トーンはキルデア県サリンズ近郊に畑を持ち、アイルランド教会用に馬車を作る仕事をしていた。母親は元々カトリックの商人の家の出で、彼が生まれた後にプロテスタントへ改宗した。また、母方の祖父は西インド貿易の船の船長であった。トーンは洗礼時にアーサー・ウルフ (初代キルワーデン子爵)の従兄弟であるキルデア県のシオボルド・ウルフによって、シオボルド・ウルフ・トーンと名付けられた。一方でトーンがシオバルド・ウルフの庶子であるという説は広く信じられており、これが本当だとするとトーンは詩人チャールズ・ウルフの異母兄弟ということになる。
1783年にはトーンはリチャード・マーティンの異母弟、アンソニーとロバートの家庭教師をした。マーティンはアイルランドの政治家で、カトリック教徒解放運動の著名な支持者だった。トーンはマーティンの妻に夢中になるが、別段何も起きなかったと後に書き記している。このころトーンは多少なりとも劇場で俳優となることを考えていた。
トーンはダブリンのトリニティ・カレッジで法を学びつつ、ディベートクラブであるカレッジ・ヒストリカル・ソサエティの活動に取り組み、1785年にはクラブの監査役に選ばれ、1786年2月には学士号を得て卒業した。26歳のときには、キングズ・インズ（王立の法律家養成機関）より法廷弁護士の資格を与えられ、ロンドンの法学院に在籍した。学生時代に彼はダブリンのウィリアムとキャロライン・ウィザリントンの娘、マーサ・ウィザリントン（英: Martha Witherington）と駆け落ちした。彼女はトーンの頼みでマティルダと改名した。
ハワイに軍事的植民地を打ち立てる計画をウィリアム・ピットに提出したが、支援が得られないことに失望し、まず東インド会社に兵士として所属することを考えるが、応募するのが遅く次の春まで船は出なかった。

## 政治家として
1791年9月トーンは "An Argument on behalf of the Catholics of Ireland" を出版し、"A Northern Whig" と署名した。"A Northern Whig" というのはイングランドとのつながりを断たずに議会の改革とカトリック解放を求めるイングランドの政党ホイッグ党の愛国者たち（ヘンリー・フラッドやヘンリー・グラタンなど）とアイルランド共和国の完全独立を目指す人々との不和を意識したものである。トーンはグラタンがイギリス政府から意気揚々と1782年に奪い取ってきた憲法に対して軽蔑の意を表明し、彼自身国教徒としてアイルランドにおける不和を解決する唯一の手段として、アイルランドでの異なる宗教間の協力を促した。

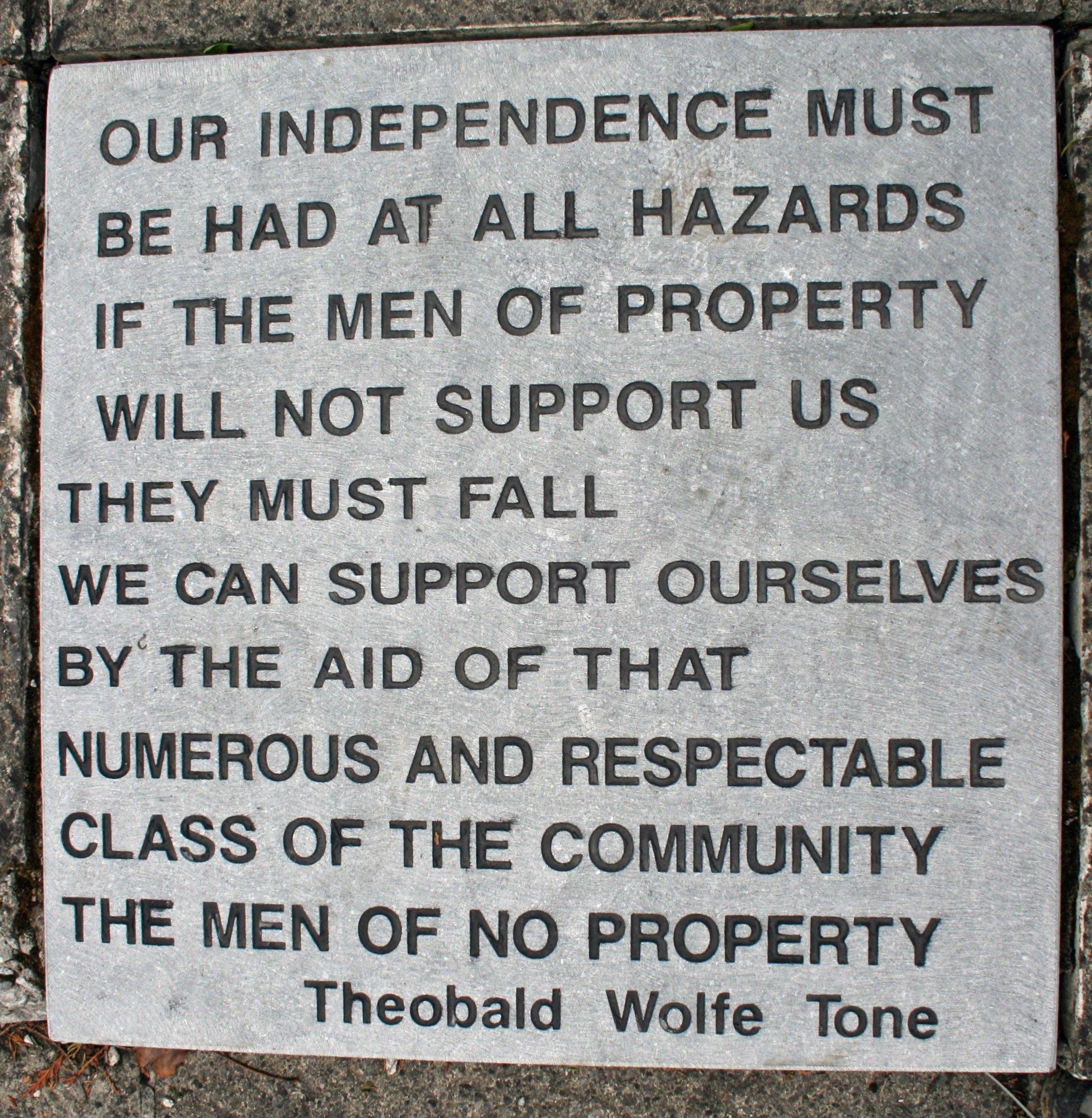
トーンの墓に続く文字の刻まれた板石の一つ

1792年の10月にはトーンはこれらの考えを実行に移すために、トーマス・ラッセルやナッパー・タンディーらとともにユナイテッド・アイリッシュメン (Society of the United Irishmen) を設立した。1794年までは、この団体は議会改革の自由主義的な施策を得る目的で、ローマカトリックとプロテスタントの間における政治同盟を目指していたにすぎなかった。
カトリック教徒たちは彼ら自身の目的達成に向けた手段に関して団結しておらず、1792年11月には早くも68人の団員がより高位の聖職者たちの支援を受けてトーマス・ブラウンに率いられ脱退した。政府が1792年11月に招集されたカトリック教徒の大会の合法性に疑問を投げかけたとき、トーンはカトリック議会側のために、枢密院から有利な進言を引き出せた場合における声明を作成した。"Forty shilling freeholders"（投票権が与えられる十分な自由保有権にあたる財産を有するもの。この場合40シリングが基準となったのでこう呼ばれた）となるだけの資産が認められれば王に対する申し立ては1793年初頭に作成されその年のうちにカトリック教徒の公民権の再付与が行われた。しかし彼らは議会に入る、あるいは大陪審より高位の公的な役職に就くことができなかった。そしてカトリック教徒の議会はその議会の解散が選挙で決まった際、トーンに合計で1500ポンドを金貨で与えた。
このころ派閥による争いがユナイテッド・アイリッシュメンを根底からさらに脅かしていた。すなわちアルスターにある2つの秘密結社、ほとんどがプロテスタントの The Peep O'Day Boys とカトリック教徒で構成された The Defenders が互いに争っていたのだ。

## フランスへの亡命

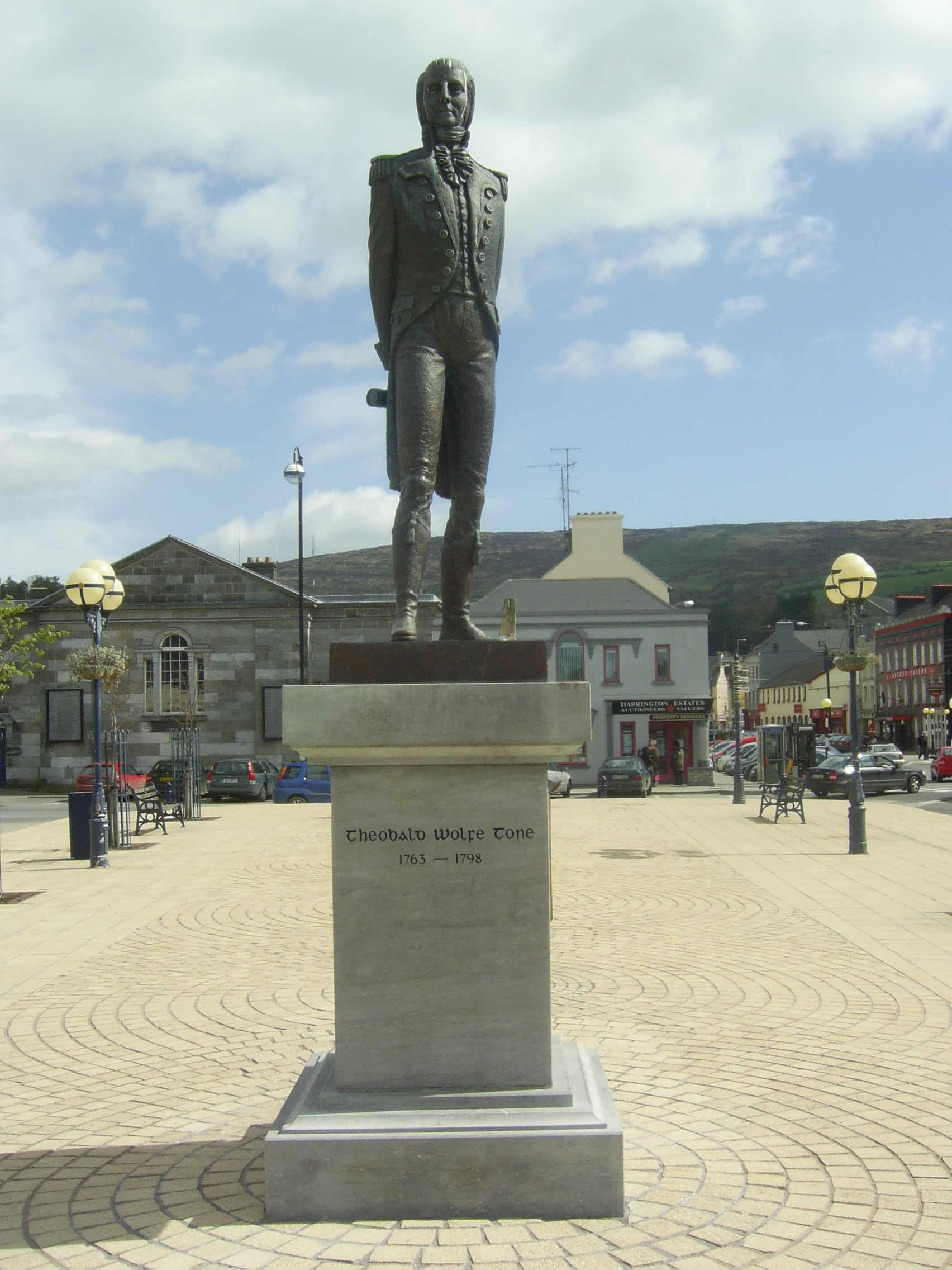
コーク県バントリーにあるトーン像

アイルランド議会のどの政党もユナイテッド・アイリッシュメンの普通選挙権あるいは平等な選挙区の計画に反対していた1794年、ユナイテッド・アイリッシュメンはフランスによる侵略に希望を見いだしはじめた。フランス在留中に革命思想に触れたアイルランドの聖職者、ウィリアム・ジャクソンは、どれくらいのアイルランド人がフランスの侵略を支持するのか確かめるために帰国した。それに対しトーンはジャクソンにアイルランドの現状について革命の機が熟しているかのような報告書を作成した。しかしジャクソンはコケインという弁護士に彼の帰国の目的を漏らしてしまったため、報告書が流出、1794年4月にはジャクソンは反逆罪で逮捕された。
また1794年にはユナイテッド・アイリッシュメンは公的な団体となり、宣誓を用い明確に国家転覆を目的とするようになった。1793年の始めからフランスとイギリス本国がフランス革命戦争によって戦争状態になっていたことを考慮すると、そのような宣誓の実行、あるいは作成によってリベラルな圧力団体以上の過激な団体へと変化した。
レイノルドやアーチボルド・ハミルトン・ローワンを含むユナイテッドアイリッシュメンの指導者の中にはすぐさま亡命するものもいた。というのもユナイテッドアイリッシュメンの書類が差し押さえられ、しばらくは活動できない状態にあったのだ。1793年5月から集会に参加していなかったトーンは1795年4月にジャクソンが自殺するまでアイルランドに残り続けた。ブレスフォード一家を含む与党に友人がいたため、かれは政府と交渉により、ジャクソンやローワン、そしてトーン自身の間における情報を渡す代わりに彼はアメリカへの移住を許され、1795年5月に移住した。アイルランドを離れる前には、家族とともにベルファスト旅行に行った。ケイヴヒルの頂上では、ラッセルやマクラッケンといったユナイテッド・アイリッシュメンの仲間とともに、「イングランドの権威を我が国から取り除き、独立を宣言するまで絶対に努力し続ける」と約束した有名なケイヴヒルの協定を結んだ。1796年、ユナイテッド・アイリッシュメンは軍事組織に改組された。
フィラデルフィアに住んでいたとき、トーンは数ヶ月後にトーマス・ラッセルにアメリカ人への嫌悪感を表す文書を書いた。トーンはフィラデルフィアに少し住む中で、アメリカ人がイギリス人と同じ位民主主義的でない上に権威主義的であると想像していた。彼は愛国の英雄ジョージ・ワシントンを「野心家の権威者」と評した。そしてアメリカの金と成功に基づく貴族政治をヨーロッパの生まれにもとづく貴族政治より嫌っていた。トーンはウェスト・チェスターとダウニングタウンにも一時期住んでいた。
トーンは英国政府と結んだ、これ以上の謀議は控えるという同意を守る気はなかった。そしてフィラデルフィアでレイノルド、ローワン、タンディーとともにフランス政府にアイルランド侵略の遠征軍を送るよう説得するためパリにやってきた。1796年2月、パリに到着し、ドラクロワやカルノーといった人物と面会し、彼らはトーンの熱意、礼儀ただしさそしてその能力に感銘を受けた。彼自身はイギリス軍のもとで武器を取っているすべてのアイルランド人は銃殺されてしかるべきだという宣言を作ったのは、これは彼が反逆罪でイギリスに捕まった際のことを考え、彼を守るために与えられたものである。そして彼はノワール軍がイングランドに上陸する計画を補佐した。その部隊はイングランドのブリストルを燃やし、ほかの破壊活動に従事する予定だった。彼は国の詳細な現状、そしてたくさんのフランス軍のアイルランド上陸につづいて人々が一斉に蜂起する二つの記録を作った。

## オッシュの遠征軍と1798年の反乱

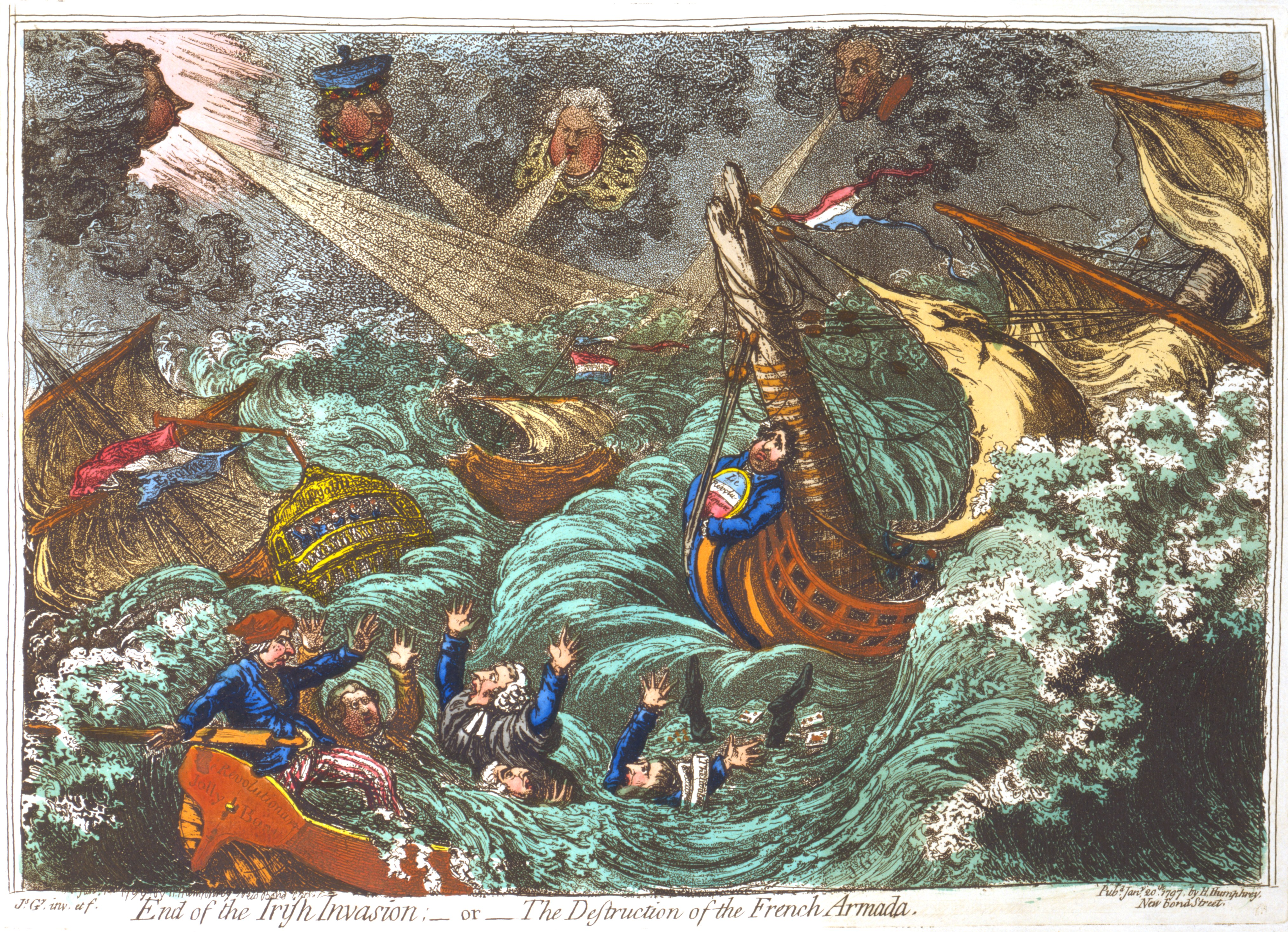
『アイルランド侵略の終焉あるいはフランスのアルマダの崩壊』より（原題：、1797年）ジェームズ・ギルレイがオッシュの侵略を描いたもの。

フランスの総裁政府はトーンが予言したアイルランドの革命を支持するためアイルランドに軍隊を派遣することを計画していた。総裁政府はフィッツジェラルド卿とアーサー・オコナーからトーンの話を裏付ける情報を手に入れ、ルイ＝ラザール・オッシュの指揮下に遠征隊を派遣した。1796年11月15日、43艘の船と、アイルランドで展開するための大量の軍事物資を持った1,4450人の兵で構成された遠征隊はブレストを出発した。トーンは「副将軍 スミス」として同行した。そして強風で上陸できないフランスの航海士の航海術を軽視した。強風が収まるのをバントリー湾で数日待ったが、結局フランスに戻った。トーンはノイヴィートの戦いでオーストリア軍を破った後、フランスの軍事大臣となったオッシュの下、フランス軍のために数ヶ月間働いていた。1797年1月、バタヴィア革命の際作られた衛星国であるローランド地方のバタヴィア共和国よりアイルランドへの遠征隊の準備に従事した。しかし副将ヤン・ウィレム下の海軍が、テセル島の港において夏に吹く不利な東風や8月半ばからのイギリス北海艦隊の妨害により遅れていた。結局、10月の第一週も海上にとどまり、ダンカン提督の率いるイギリス艦隊にキャンパーダウンの海戦で敗北した。トーンはそれからパリに戻った。かつてアイルランドへの遠征軍指揮の任務を担っていたオッシュ将軍は、ライン川のフランス軍前線における任務から帰還した後、ヴェッツラーで結核により1797年9月に死亡した。
一方でユナイテッド・アイリッシュメンの会員は推定30万人に上ったが、1797年からの激しい反ゲリラ活動によりかなり弱体化した上、フランスの援助なしで指導的な立場に立たなければならなくなった。トーンがこの時期に数回面会したナポレオン・ボナパルトはオッシュが熱心にアイルランド遠征を引き受けたのに比べると意欲がなく、アイルランドの反乱 (Irish Rebellion of 1798) が勃発した1798年にはエジプト遠征に着手している。それゆえに、トーンが総裁政府にアイルランド反乱に効果的な援助を求めたとき、アイルランドの海岸の異なる地点で同時に行う小規模な急襲しか約束を取り付けられなかった。このうちハンバート将軍率いる一隊はメイヨー県キララ近郊での上陸に成功、レイクとチャールズのコーンウォリス兄弟に征服されるまでの間ではあったがコノート（特にカスルバー）でいくつか成功を収めた。敗北の後トーンの兄マシューは逮捕されて軍法会議にかけられ、絞首刑となった。ナッパー・タンディー同行の元での第2陣はドニゴール県で壊滅した。これは、ハーディ将軍とジャンバティスト=ボンパート海軍提督 (en) 率いる3000の兵で構成された第3陣にトーンが参加している間のことであった。この第三陣では1798年10月12日にスウィリー湾のバンクラナで英国の小艦隊に遭遇した。トーンはトーリー島の海戦の前にフリゲート艦で逃げるというボンパートの申し出を断り、彼が乗っていたオッシュ号が降伏し彼は刑務所に送られることとなった。

## その死

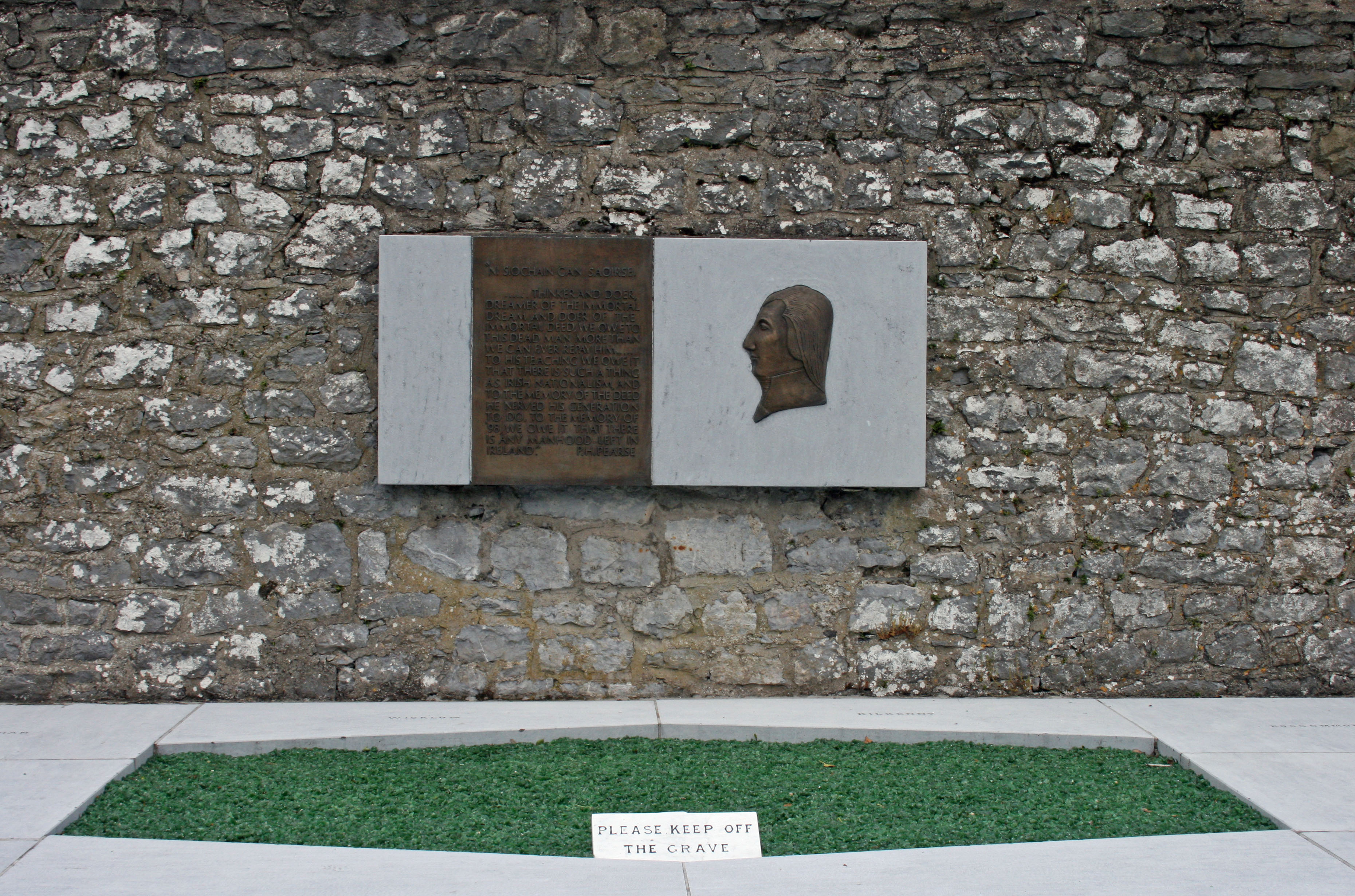
ボデンズタウンにあるトーンの墓

囚人たちが上陸してから2週間後、サー・ジョージ・ヒルは、トーンがフランスの副将の制服を着ていたことを認めた。ダブリンで1798年11月8日に行われた軍法会議において、トーンは彼のイギリスへの敵意と公然の開かれた戦争によって再び国家の分裂を得るという意図を認める演説をした。彼は自身が有罪になるとわかった上で「私を1人の兵士として死なせるよう判決を下すべきだ。そうすれば私は銃殺されるだろう」と求めた。準備していた演説から読み取るに、彼はアイルランド軍のイギリス軍からの独立（初期のアメリカで起きたのと同様な独立）という見方を守ろうとしていた。
彼の演説は無駄に終わってしまい、銃殺して欲しいとの願いも聞き入れられなかった。1798年11月10日、彼は有罪となり、11月12日に絞首刑判決を受けた。判決の前に彼は喉を掻き切って自殺しようとする。一説によると、イギリス軍の兵士がトーンを拷問し致命的な怪我を負わせたとされる。いずれにしろ、始め彼は包帯を巻いたときは生きていたが、話そうとすると傷口が開いて失血死すると告げられた。彼は "so be it" (訳：「それならそれでよい」）と答えた。彼はそのまま1798年11月19日に35歳でダブリンのプロヴォスツ刑務所で死亡した。刑務所は彼の生まれ故郷の近くであった。彼はキルデア県ボデンズタウンで埋葬され、現在墓はアイルランド墓地協会 (National Graves Association) の保護下にある。

## キルワーデン伯爵の援助

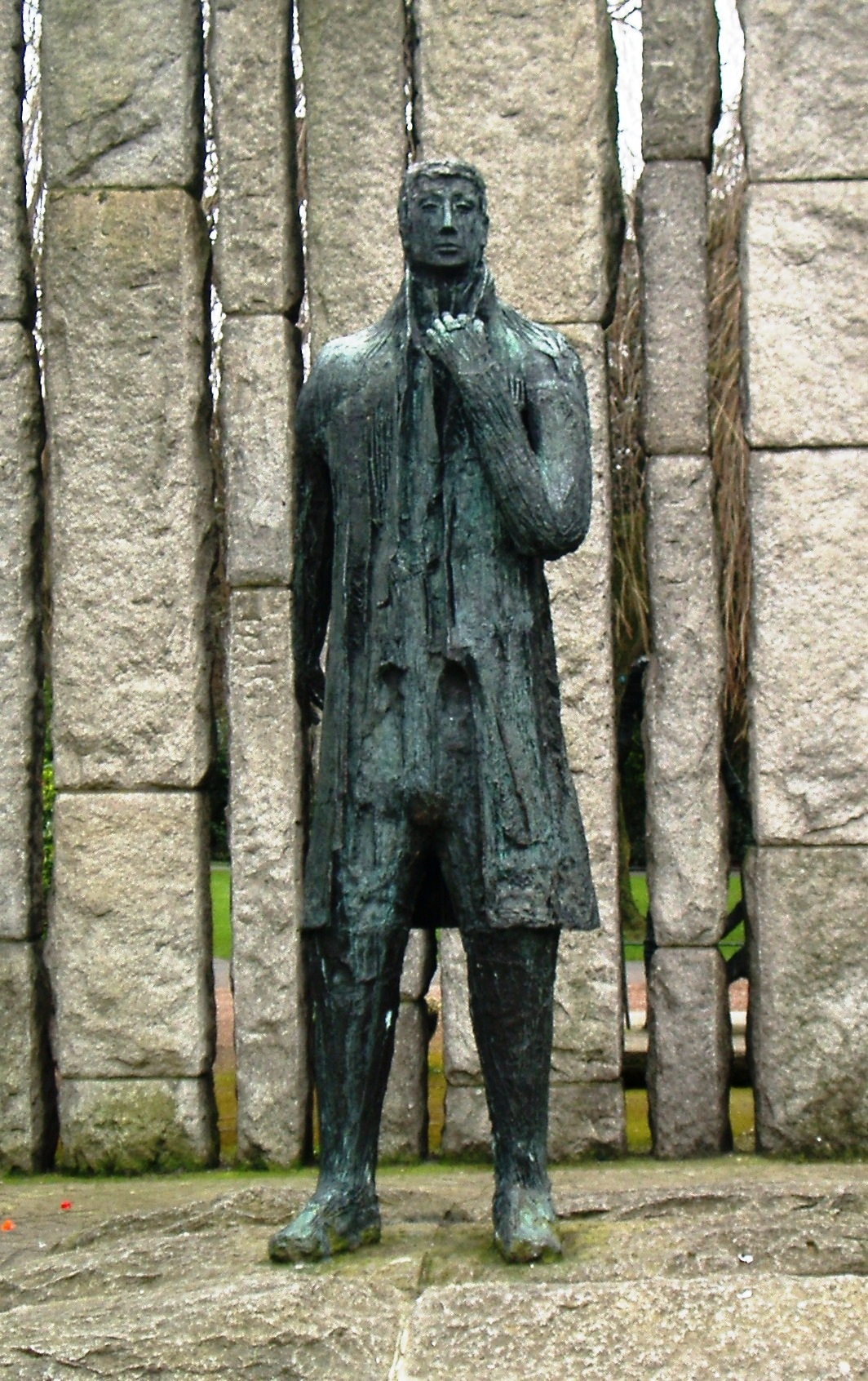
ダブリンの聖ステファノ緑地にある立像『ウルフ・トーン』（1967年、エドワード・ダンブレイ作）

キルデア県では、トーンはクレーンの近くにあるブラックホールの地主、シオボルド・ウルフの庶子であるとの話が長く信じられている。この男は確かにトーンの名付け親ではあり、トーンに1795年アイルランドから逃れるように進言したアーサー・ウルフ (初代キルワーデン子爵)のいとこではある。それからトーンが逮捕されダブリンに1798年護送され、死刑執行を待つなか、トーンの釈放を求めるヘイビアス・コーパス（人身保護令）発行に向けての命令を2つ許可したのは他でもない上席判事を務めていたキルワーデン子爵だった。これは反乱による犠牲者の数を考えると驚くべきことである。そして1803年のエメットの反乱の初期の暴動で不運にもキルワーデン子爵は殺されてしまったためあまり詳しいことがわからないことでもある。ウルフ一家はトーンが従兄弟であると知っていたが、トーン自身はおそらくその事実を知らなかった可能性がある。アイルランドにおける国教徒の支柱であり、その当時、キルワーデンはウィリアム・オルー (William Orr) の迫害で悪名高かったのもあり1795年それから1798年においてトーンを援助しようとする動機が全くなかった。1800年周辺におけるウルフ一家の肖像画には間違いなく反乱者のリーダーであるトーンとの類似点がみられる。もし本当ならば、トーンは詩人のチャールズ・ウルフの第一の従兄弟でありチャールズと同様に彼の鼻もまた立派だったと考えられる。
またエミリー・ウルフ（1892年 - 1980年）はキルデア県に残ったウルフ一家の最後の一人であり、トーンの墓に毎年花を手向けるという家族の行事を欠かさなかった。

## トーンにまつわる伝説
19世紀の歴史家、ウィリアム・レッキーは「彼はこれまでのアイルランドでの退屈な陰謀をはるかに超えて鮮烈に立ち上がった。これまでの反乱のような安っぽく誇張されたレトリック、つまらない虚栄心や嫉妬、弱々しいセンチメンタリズム、全く釣り合わない手段と目的、それから現実を把握する能力の欠如は彼には全く無縁のものだった。彼の人物、それから物事についての判断は明快かつ熱意にあふれ、男らしかった。そして彼はまた判断力に優れ勇敢に活動した。」と評した。
彼の親しい友人や家族に向けた彼の日記は息子であるウィリアム・シオボルド・トーン（1791年 - 1828年）によって彼の死後に出版された。
トーンは1840年代ヤング・アイルランド運動に「アイルランド共和主義の父」として中心的な人物に選ばれた。近代の共和主義者は次のような彼の言葉を引用する。
「私たちの忌まわしい政府の恐怖を打ち砕き、イングランドとのつながりや、すべての我々の政治的な害悪の源を断ち、我々の国が独立していることを主張すること、これが私の狙いだ。アイルランドの人々が団結し、過去のすべてのいざこざの記憶を捨て、プロテスタントや、カトリック、非国教徒の支配に代わってアイルランド人という旗のもとで集まるのが私のとる手段である」
「イングランドとの繋がりや、我々の政治的な害悪を断つためにプロテスタントやカトリック、非英国国教徒がイングランド人という名のもとで団結すること、これが私の目標である。」
「もし裕福な者が我々を支援しなかったら彼らは衰えるだろう。我々の強さは無産市民という偉大で尊敬に値する階級によるものなのだ」
毎年夏、様々な政党、非合法軍事組織のアイルランド共和国支持者らはキルデア県のボーデンストーンにあるトーンの墓で記念式典を開いている。
1934年6月17日のベルファストからきたプロテスタントの共和国支持の会議のメンバーがこの式典の行進に参加しようとしたところIRAの管理者に妨害された。行進に参加したものは石を投げられ小競り合いが発生した。この争いは後に評論家に派閥主義的だと評され、共和国支持者らは、信教の別なくアイルランド人を団結させようとするトーンの目的を捨てただ自分自身の反英、共和主義感情を満足させるためにすぎない行為だと評した。しかし、ブライアン・ハンレーによるIRAの1926年から1936年までの歴史によると、この争いが起きたのは派閥主義的な理由からではなく、彼らが共産主義者に見えたからであるとしている。

## トーンの子孫
4人のトーンの子供のうち3人は夭逝した。長子のマリア（1786年ダブリン生まれ、1803年パリで亡くなる）、末っ子のフランシス・ロードン（1793年 - 1806年）は共に肺結核で亡くなっている。もう一人の子供、リチャード（1787年 - 1789年）は幼児期に亡くなっている。
トーンの子供の中で成人できたのはウィリアム・シオボルド・ウルフ・トーンただ一人であった。トーンの死後、ウィリアムはフランスで母・マティルダに育てられた。ウィリアムはフランス政府に教育を受け、ナポレオン軍の幾つかの栄誉を受けた。そして1810年にはナポレオンの命令で帝国騎兵隊養成学校の軍事教練生となった。彼は1812年5月4日にフランス市民としてフランスに帰化した。1813年1月には第八猟騎兵連隊の中尉となり、ドイツのグランドアーミーに所属した。ローエンバーグや、ゴールドバーグ、ドレスデン、バウツェン、アーヘン、ライプツィヒでの戦いに参加した。彼はライプツィヒの戦いで6箇所に槍による傷をうけ、大尉及びバグネアズ将軍の副官に昇格、レジオンドヌール勲章を受けた。その後、ナポレオンがワーテルローの戦いで敗北すると、アメリカに移住した。母・マティルダ・トーンもアメリカに移住し、ニューヨーク・ブルックリン区のグリーンウッド共同墓地に墓がある。彼はアメリカ軍の大尉を委託され、1828年10月11日にニューヨークにおいて37歳で亡くなった。彼の死後一人娘グレイス・ジョージナが残され、トーンの子孫に当たる彼女の子孫が、現在でもアメリカに在住している。

## 大衆文化におけるトーン
アイルランドのゲーリック体育協会のクラブの幾つかはウルフ・トーンにあやかった名前である。
1963年にはブライアン・ワーフィールド、ノエル・ネーグル、トミー・バーン、デレック・ワーフィールドらが「ザ・ウルフ・トーンズ」というバンドを立ち上げた。
ウルフ・トーン・ルーニーというキャラクターがトマス・ピンチョンの小説「逆光」に少しだけ登場する。
トーンのデスマスクの写しがアイルランド、ダブリンにある聖ミシャン教会の地下室で公開されている。
また、リムリックにある通りがウルフ・トーンにちなんでウルフ・トーン通りと呼ばれている。またゴールウェイにはウルフ・トーン橋が存在する。

## 発展資料
- Stephen McGarry, Irish Brigades Abroad (Dublin, 2013) (softback).
- T.W. Moody, R.B. McDowell and C.J. Woods (eds.), The Writings of Theobald Wolfe Tone 1763–98, Volume I: Tone's Career in Ireland to June 1795 (Oxford: Oxford University Press, 1998).
- T.W. Moody, R.B. McDowell and C.J. Woods (eds.), The Writings of Theobald Wolfe Tone 1763–98, Volume II: America, France, and Bantry Bay, August 1795 to December 1796 (Oxford: Oxford University Press, 2001).
- T.W. Moody, R.B. McDowell and C.J. Woods (eds.), The Writings of Theobald Wolfe Tone 1763–98, Volume III: France, the Rhine, Lough Swilly and Death of Tone, January 1797 to November 1798 (Oxford: Oxford University Press, 2007).
- Life of Theobald Wolfe Tone by himself, continued by his son, with his political writings, edited by W.T. Wolfe Tone (2 volumes, Washington, 1826).
- Thomas Bartlett, (ed.), Life of Theobald Wolfe Tone Memoirs, Journals and political writings, compiled and arranged by William T.W. Tone, 1826 (Dublin, 1998) [softback].
- Autobiography of Theobald Wolfe Tone, edited with introduction by R. Barry O'Brien (2 vols., London, 1893);
- Lives of the United Irishmen by R.R. Madden, (7 vols., London, 1842);
- History of Ireland in the Eighteenth Century, by W. E. H. Lecky, vols. iii., iv., v. (cabinet ed., 5 vols., London, 1892).
- "Wolfe Tone's Provost Prison", by Patrick Denis O'Donnell, in The Irish Sword, no. 42, Volume XI, Military History Society of Ireland, Dublin, 1973.
- "Wolfe Tone: Suicide or Assassination", by Patrick Denis O'Donnell, in Irish Journal of Medical Science, no. 57, Dublin, 1997 (with T. Gorey)
- "By fair and open war to procure the separation of the two countries," Footsteps in Time by Kevin McCarthy, published by CJ Fallon.
- Chapter 13 "Theobald Wolfe Tone and County Kildare" by C.J. Woods; in Kildare History and Society (Geography Press, Dublin 2006) pp. 387–398. ed. by Nolan, W. & McGrath, T.
- Elliott, Marianne (1989). Wolfe Tone: Prophet of Irish Independence. New Haven, CT: Yale University Press.
- Elliott, Marianne (2012), Wolfe Tone, 2nd edition, Chicago: University of Chicago Press.
- IrishKevinSmith.com
- Cork-guide.ie
- Chaptersofdoublin.com Memoirs by Jonah Barrington (1828)
- The Year of the French by Thomas Flanagan
- 'A Rough Guide to Revolutionary Paris: Wolfe Tone as an accidental tourist’, by Sylvie Kleinman, in History Ireland 16:2 (2008) 34–39.
- ‘Un brave de plus’: la carrière militaire de Theobald Wolfe Tone, héros du nationalisme irlandais et officier francais, 1796–1798' by Sylvie Kleinman, in Revue Historique des Armées France-Irlande n°253/2008, 55–65.  http://rha.revues.org/index4602.html.
- "Ambassador incognito and Accidental Tourist: Cultural Perspectives on Theobald Wolfe Tone’s Mission to France, 1796-8", by Sylvie Kleinman, in Michael Brown and Rosalyn Trigger (eds), Journal of Irish and Scottish Studies, 'The Auld Alliance: Irish & Scottish Connections with France since 1500', Volume 2: Issue 1, September 2008 (University of Aberdeen), pp101–122.
- http://www.abdn.ac.uk/riiss/JISS/2.1/2.1_Kleinman.pdf
- "Un brave de plus: Theobald Wolfe Tone, alias Adjudant-general James Smith, French officer and Irish patriot adventurer, 1796-8", by Sylvie Kleinman, in Nathalie Genêt-Rouffiac & David Murphy (eds.), Franco-Irish Military connections, 1590–1945. Proceedings of the Vincennes Conference (Sept. 2007), Dublin: Four Courts, 2009, pp163–188.
- ‘Tone and the French Expeditions to Ireland, 1796-1798: Total War, or Liberation?’, by Sylvie Kleinman, in Pierre Serna, Antonino De Francesco & Judith Miller (eds.), Republics at War, 1776-1840 Revolutions, Conflicts, and Geopolitics in Europe and the Atlantic World (Basingstoke, 2013). 83-103.
- Regnault, Eugene (1843). The Criminal History of the English Government from the First Massacre of the Irish, to the Poisoning of the Chinese, Translated from the French, with Notes by an American. New York: J.S. Redfield, Clinton Hall